# Савва (Ананьев)
Епи́скоп Са́вва (в миру Семён Иванович Ананьев; 1870-е — 16 июня 1945, Калуга) — епископ Древлеправославной Церкви Христовой (Белокриницкий иерархии), епископ Калужско-Смоленский.

## Биография
По устным свидетельствам, был родом из Румынии или Молдавии. В 1907 году женился, но овдовел спустя три года. По собственному прошению и с согласия А. И. Морозова предоставить ему квартиру был определён архиепископом Мелетием (Картушиным) в качестве диакона к храму святого пророка Захарии в Богородск. Затем, до архиерейской хиротонии был священноиноком Никольского скита в Винницком уезде Подольской губернии.
На Освященном Соборе 1922 года кандидатом во епископы избран. Провести его хиротонию предполагалось в том случае, если от архиерейского сана откажется боровский священник Карп Тетеркин. Этот отказ последовал. Рукоположен 24 июля (6 августа) 1922 года в Калуге на овдовевшую после смерти епископа Павла (Силаева) Қалужско-Смоленскую кафедру епископом Александром (Богатенковым) и епископом Геронтием (Лакомкиным). С этого дня и до самой смерти жил в этом городе. Последний адрес: улица Стеклянников Сад, д. 18.
Участник Освященных соборов 1925, 1926 и 1927 года на Рогожском кладбище. В 1925 году именовался Калужским и Смоленским, в 1926 — Калужско-Смоленским и Брянским, в 1927 — снова Калужско-Смоленским.
На Освященном соборе 1925 года был наряду с епископом Тихоном (Суховым) и рядом других лиц избран в состав комиссии, в задачу которой входила разработка обращения к старообрядцам-поповцам, не приемлющим белокриницкой иерархии и принявшим архиепископа Николу (Позднева), а также в состав ещё одной, «примирительной», комиссии, которой поручалось проведение переговоров с «беглопоповцами». В последнюю комиссию также были включены архиепископ Мелетий, епископ Иоанникий (Исаичев), священники Димитрий Варакин, Алексей Старков, Иосиф Куликов, Владимир Макаров и другие. В 1928 года переговорный процесс зашел в тупик, не дав никаких результатов.
В 1930-х годах почти все старообрядческие приходы и храмы епархии были закрыты, священники репрессированы, многие расстреляны. Последние полтора десятка лет своей жизни тяжело болел, что в значительной мере спасло его от ареста. Так, священник Мефодий Костоправкин из деревни Таракановки Калужской области в 1937 году показывал на допросе в НКВД, что уже два года не получал от епископа Саввы никаких указаний «в связи с его болезнью — психическое расстройство». Из-за болезни было сложно предъявить епископу Савве обвинения в организации контрреволюционной деятельности. Богослужение проводил на дому.
К 1938 году остался единственным архиереем белокриницкой иерархии в СССР, который был на свободе. Белокриницкая иерархия на территории СССР оказалась под угрозой полного исчезновения. Стараясь избежать этого и ожидая каждый день ареста и казни, в 1939 году епископ Савва единолично рукополагает епископа Паисия (Петрова) своим преемником на Калужско-Смоленскую епархию. Впрочем, епископ Савва пережил своего ставленника, скончавшегося зимой 1942—1943 года.
В апреле 1941 году, незадолго до начала войны, в Калуге епископ Савва по ходатайству рогожских старообрядцев возвёл вернувшегося из заключения епископа Самарского Иринарха (Парфёнова) в достоинство архиепископа Московского и всея Руси. В период короткой оккупации Калуги не покидал города. В декабре 1941 году издававшаяся в Калуге немецкими оккупационными властями газета «Новый путь» сообщила, что на 19 число, на праздник святителя Николы, епископ Савва освятит на Пятницкой улице церковь. 30 декабря 1941 года Калуга была освобождена.
Скончался 16 июня 1945 года. Похоронен на Пятницком кладбище в Калуге. Могила сохранилась. Его единственный сын Всеволод был священником в Калуге, в послевоенные годы не служил, но занимал в местном храме должность уставщика.